# Замок у Чхуві
За́мок у Чху́ві - руїни замку у Чхуві на узгір'ї над річкою Дунаєць у Бжеському повіті, (Малопольське воєводство).

## Історія

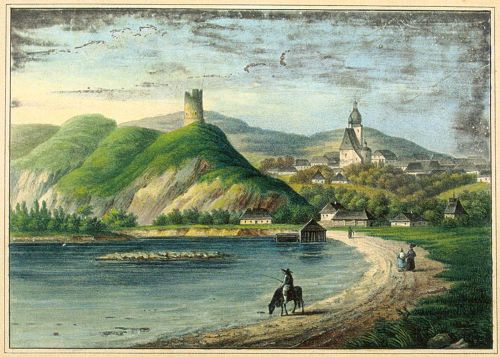
Вигляд замку у 1837 році на малюнку А.Ґорчинського

Замок був збудований в період XIII-XVI століть для захисту торговельного шляху вздовж каньйону Дунайця, також виконував функції митного складу для товарів, що ввозилися з Угорщини. Спочатку це була романська оборонна вежа; в XIV столітті до неї були добудовані стіни оборонних укріплень, які утворили замок. В замку знаходився будинок чхувського старости. У XVII столітті замок був знищений; від нього залишилась лише вежа без верхнього поверху та фундаменти стін.
У другій половині XVIII століття у збереженій вежі була в'язниця, яка проіснувала до І поділу Польщі.

## Сучасний стан
До наших днів від замку збереглася лише кругла башта. Башта побудована з пісковику; висота будівлі 20 м, її діаметр — 12,5 м. Цікаво, що верхня частина вежі була восьмикутною, і сьогодні це можна побачити, хоча й верхній поверх є зруйнованим. У декількох метрах над землею знаходиться отвір, який був оригінальним входом - до нього вели дерев'яні сходи.
Недавні археологічні дослідження замкової гори виявили кераміку, металеві предмети та сокири з XIV століття. Їх можна побачити на виставці на площі-ринок, присвяченій замку. Розроблений план по частковій реконструкції замку. Вежа відкрита для відвідувачів.

## Світлини

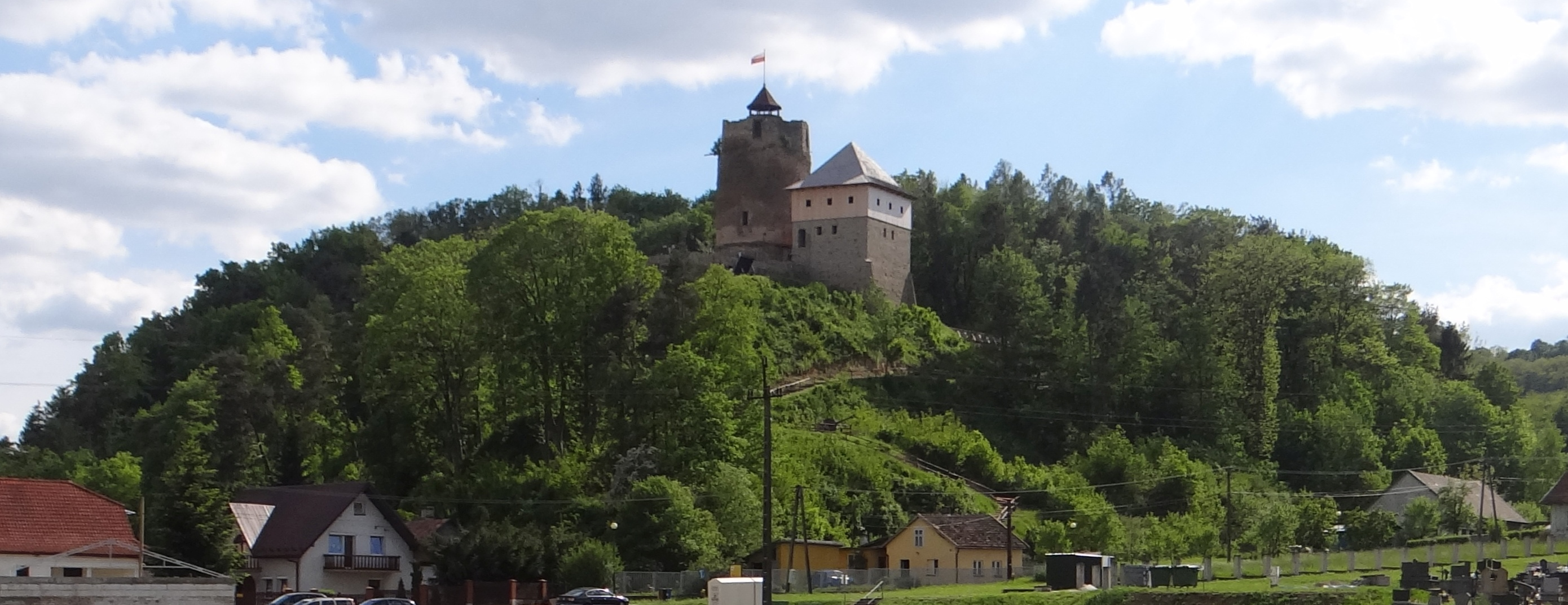
Вигляд замку 2020 році